# Robert Dowland
Pour les articles homonymes, voir Dowland.
Œuvres principales
A Varietie of Lute Lessons
Robert Dowland (né à Londres vers 1591 et mort dans cette même ville le 28 novembre 1641), fils du grand luthiste John Dowland, est un compositeur et luthiste anglais, de la fin de la Renaissance, actif durant les règnes de Jacques Ier et de  Charles Ier d'Angleterre, au début du XVIIe siècle.

## Biographie
Robert Dowland est le fils d'un des deux grands luthistes de l'ère élisabéthaine, John Dowland, (l'autre étant John Johnson).
Il naît à Londres à la fin du XVIe siècle, vers 1591,.
Durant les années 1620, il voyage à travers l'Europe avec une troupe de théâtre.
Il bénéficie, avec le dramaturge Ben Jonson, de la protection de Robert Sydney, comte de Leicester
À la mort de son père en 1626, il lui succède comme luthiste royal, à la cour de  Charles Ier d'Angleterre.
Robert Dowland meurt à Londres le 28 novembre 1641.

## Œuvres
Robert Dowland a publié deux grands recueils de musique à Londres en 1610,,,, :
- A Varietie of Lute Lessons (un livre de tablature qui contient deux pièces de luth de Robert ainsi que des œuvres de son père John et du luthiste français Jean-Baptiste Besard) ;
- A Musicall Banquet (une anthologie d'œuvres d'autres compositeurs parmi lesquels son père)[7].

Seules trois pièces de luth peuvent lui être attribuées avec certitude : deux pièces de luth publiées dans le recueil A Varietie of Lute Lessons et une publiée dans le Margaret Board Lutebook.

## Discographie
- Nigel North et Monika Mauch : Musical Banquet